# Opecoelina scorpaenae
Opecoelina scorpaenae är en plattmaskart. Opecoelina scorpaenae ingår i släktet Opecoelina och familjen Opecoelidae. Inga underarter finns listade i Catalogue of Life.